# Otto Süs
Otto Ludwig August Süs (* 1. Mai 1830 in Haddenhausen; † 28. August 1904 in Minden) war Verwaltungsbeamter und Mitglied des deutschen Reichstags.

## Leben
Süs, der evangelischer Konfession war, studierte in Bonn und Berlin Rechts- und Kameralwissenschaften. Nach beendeten Staatsprüfungen war er als Regierungs-Assessor bei den Königlichen Regierungen in Minden und Posen tätig. 1866 war er im Krieg in Böhmen als Kompanieführer eingesetzt. Danach war er im Oberpräsidium in Hannover und von 1868 bis 1872 als Kreishauptmann in Melle beschäftigt. Anschließend ließ er sich von dort als Regierungsrat nach Minden zurückversetzen, um bald darauf freiwillig und ohne Pension seinen Abschied aus dem Staatsdienst zu nehmen und sich der Verwaltung seines eigenen größeren Grundbesitzes zu widmen.
Zwischen 1878 und 1881 war er Mitglied des Deutschen Reichstages für die Deutsche Reichspartei und den Wahlkreis Minden 1 (Minden, Lübbecke). Von 1887 bis 1895 gehörte er dem Provinziallandtag der Provinz Westfalen für den Wahlkreis Minden an.